# Hussain Ghuloum
Hussain Ghuloum Abbas Ali (24 de setembro de 1969) é um ex-futebolista emiratense, que atuava como meia.

## Carreira
Hussain Ghuloum integrou a histórica Seleção Emiratense de Futebol da Copa do Mundo de 1990. 